# Widerstandsplattenkammer

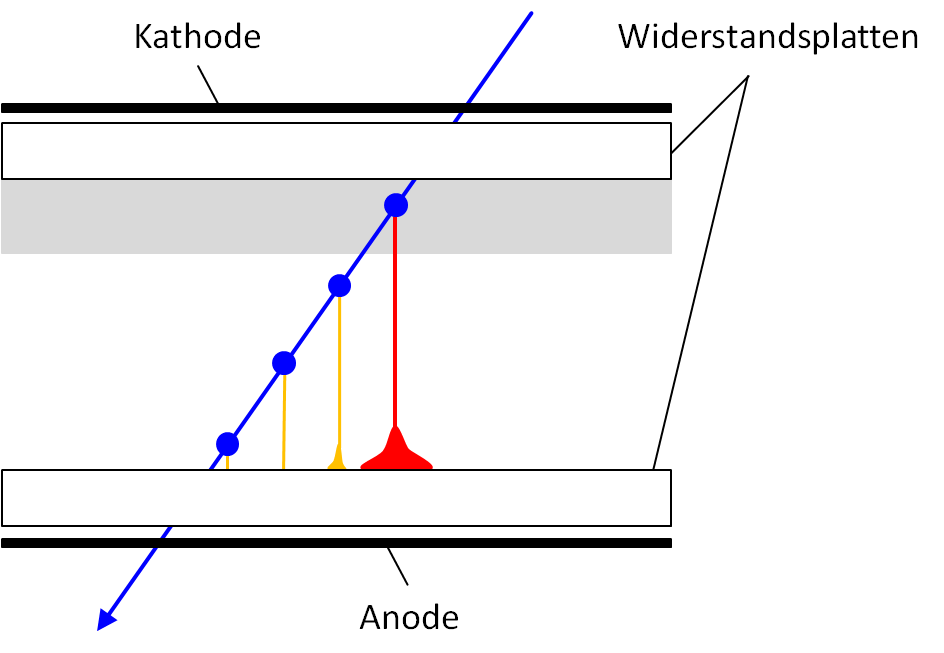
Schematischer Aufbau eines RPC-Detektors

Widerstandsplattenkammern (kurz RPC, von engl. Resistive Plate Chamber) sind spezielle gasbasierte Teilchendetektoren, mit deren Hilfe in Teilchenphysik-Experimenten geladene Teilchen über ihre Flugzeit identifiziert werden.
RPCs besitzen gegenüber anderen Flugzeitdetektoren eine verbesserte Zeit- und Ortsauflösung.

## Aufbau
RPCs bestehen aus zwei hochohmigen Glas- oder Bakelit-Platten (engl. resistive plates), welche ein Gasvolumen einschließen und an den Außenseiten mit Kupfer beschichtet sind. Die Kupferschichten stellen Elektroden dar, zwischen denen eine Hochspannungsdifferenz anliegt um im Gasvolumen ein homogenes elektrisches Driftfeld zu erzeugen. Alternativ können die Elektroden in Streifen segmentiert sein, wobei üblicherweise Kathoden- und Anodenstreifen um 90° gegeneinander gedreht sind. Dadurch ist es möglich, durch eine Kombination der Signale beider Seiten den Durchquerungspunkt des geladenen Teilchens durch den Detektor als Ortskoordinate zu erhalten.

## Funktionsprinzip
Ein elektrisch geladenes Teilchen, welches den RPC-Detektor durchquert, ionisiert Gasmoleküle entlang seiner Flugbahn. Im homogenen Driftfeld werden die Elektronen zur Anode hin beschleunigt, es entsteht eine Ladungsträger-Lawine (sog. Gasverstärkung), welche ein elektrisches Signal in den Elektroden influenziert. Lediglich Ladungsträger, die durch Primärionisation nahe der Kathode erzeugt werden, driften im elektrischen Feld lange genug, um ausreichend Energie für die Influenzierung eines messbaren Signals zu erhalten. Primärionisation, welche zu weit von der Kathode entfernt stattfindet, trägt somit nicht zur Messung eines Signals bei.
Die gute Zeitauflösung dieser Detektoren im Pikosekundenbereich ergibt sich aus der hohen Feldstärke des homogenen Driftfeldes. RPCs werden üblicherweise im Proportional- oder Streamer-Modus betrieben. Bei letzterer Betriebsart ist die Feldstärke so hoch, dass parallel zur Ionisation im Gas Photonen emittiert werden, die selbst wiederum Gasmoleküle ionisieren. Es kommt zu einer Gasentladung, die sich durch das gesamte Gasvolumen erstreckt. Diese sogenannten Streamer werden schließlich durch die hochohmigen Widerstandsplatten neutralisiert, so dass ein kontinuierlicher Betrieb des Detektors möglich ist.

## Verwendung

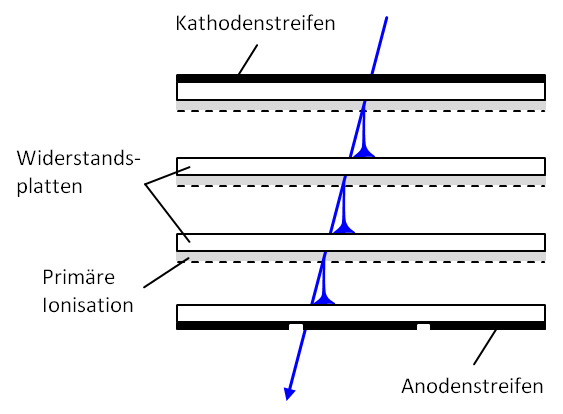
Schematischer Aufbau eines MMRPC-Detektors. Das gemessene Signal wird von mehreren Ladungsträgerlawinen (blau) in den einzelnen Sub-Volumina influenziert.

RPCs werden als Flugzeitdetektoren eingesetzt, welche in Kombination mit der bekannten Flugstrecke (die mit anderen Detektoren,
z. B. Driftkammern, Spurendriftkammern etc., ermittelt wird) die Messung der Geschwindigkeit von geladenen Teilchen ermöglichen. Des Weiteren lassen sich Teilchen durch die zusätzliche Messung ihres Impulses identifizieren (d. h., ihre Masse ermitteln). Die Genauigkeit, mit der die verschiedenen Teilchentypen (z. B. Protonen und Pionen) voneinander getrennt werden können, hängt direkt von der Zeitauflösung des verwendeten Flugzeitdetektors ab.
Viele Hochenergiephysik-Experimente verwenden RPCs als Flugzeitdetektoren u. a. CMS und ATLAS.

## MMRPCs
MMRPCs (engl. Multi-strip Multi-gap Resistive Plate Chambers) sind eine Weiterentwicklung von RPCs mit einer verbesserten Zeitauflösung. Bei diesen Detektoren ist das Gasvolumen durch Widerstandsplatten in mehrere kleine Sub-Volumina unterteilt. Dadurch wird eine Verkleinerung des Bereiches, in dem primäre Ionisation stattfinden kann, sowie der Driftzeit, erreicht. Signale werden somit schneller in den Elektroden influenziert, die Reaktionszeit des Detektors nimmt ab.
Mit MMRPCs werden Zeitauflösungen von bis zu 100 ps erreicht.